# Tratado de Turkmenchay

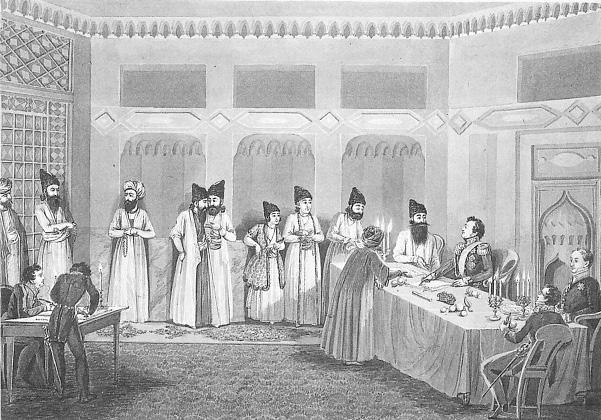
Ceremonia de firma del tratado

El Tratado de Turkmenchay (del ruso: Туркманчайский договор), en persa: عهدنامه ترکمنچای‎ fue un acuerdo entre Persia y el imperio ruso, que puso fin a la Guerra ruso-persa (1826-1828). Fue firmado el 10 de febrero de 1828 en Turkmenchay, Irán. De acuerdo al tratado, Persia cedió a Rusia el control de varias áreas en la Transcaucasia: el
kanato de Ereván, el kanato de Najicheván, y el remanente del kanato de Talysh. La frontera entre Rusia y Persia fue establecida en el río Aras. Estos territorios actualmente forman parte de Armenia, el sur de Azerbaiyán, la república autónoma de Najicheván, y a la provincia de Iğdır en Turquía.
El tratado fue firmado por Persia por el príncipe heredero Abbas Mirza y por Allah-Yar Khan Asaf al-Daula, canciller de Fath Alí Sah (de la dinastía kayar), y por Rusia por el general Iván Paskévich. Al igual que el tratado de Gulistán de 1813, este tratado fue impuesto por Rusia, tras su victoria militar sobre Persia. Paskévich amenazó con ocupar Teherán en un plazo de cinco días a menos de que el tratado fuera firmado.
Tras este tratado, junto con el tratado de Gulistán, Rusia había finalizado la conquista de todos los territorios cáucasos de la dinastía kayar, comprendiendo a los actuales Daguestán, Georgia oriental, Azerbaiyán, y Armenia, todos los cuales habían formado parte de su propio concepto desde hace siglos. El área al norte del río Aras, incluyendo los territorios de las naciones contemporáneas de Georgia, Azerbaiyán, Armenia y la República de Daguestán eran territorio iraní hasta que fueron ocupados por Rusia en el curso del siglo XIX.
Como otro resultado directo consecuencia de los dos tratados, los antiguos territorios iraníes pasaron a formar parte de Rusia durante los próximos 180 años, a excepción del Daguestán, que ha permanecido en posesión rusa desde entonces. De la mayor parte del territorio, tres estados independientes se conformarían tras la disolución de la Unión Soviética en 1991: Georgia, Azerbaiyán y Armenia. Por último e igualmente importante, como resultado de la imposición de Rusia de los dos tratados, también se produjo la separación decisiva entre los azeríes y el pueblo talysh.

## Términos del tratado
De acuerdo a este tratado:

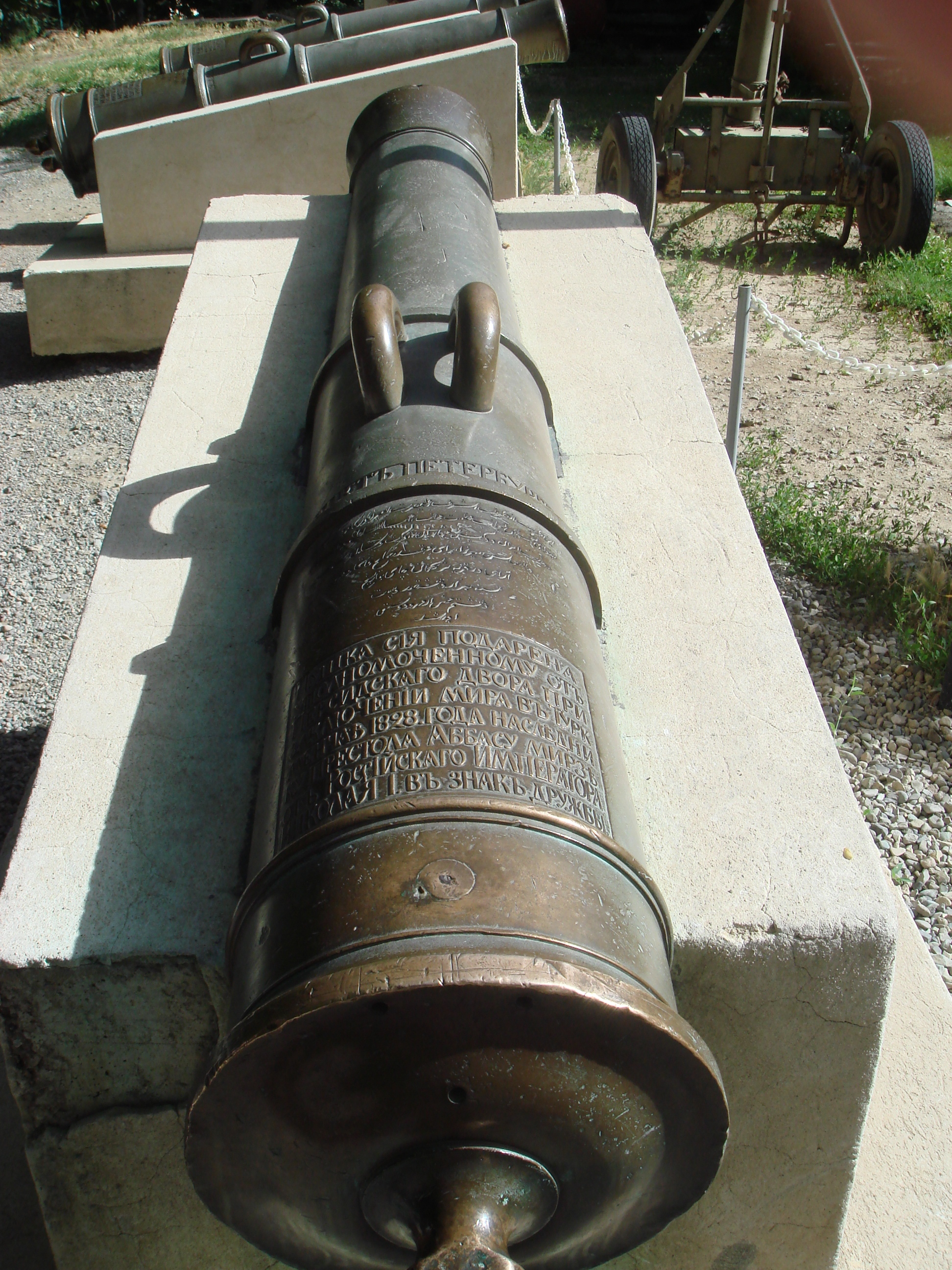
Cañón del tratado de Turkmenchay en el Museo Militar de Teherán

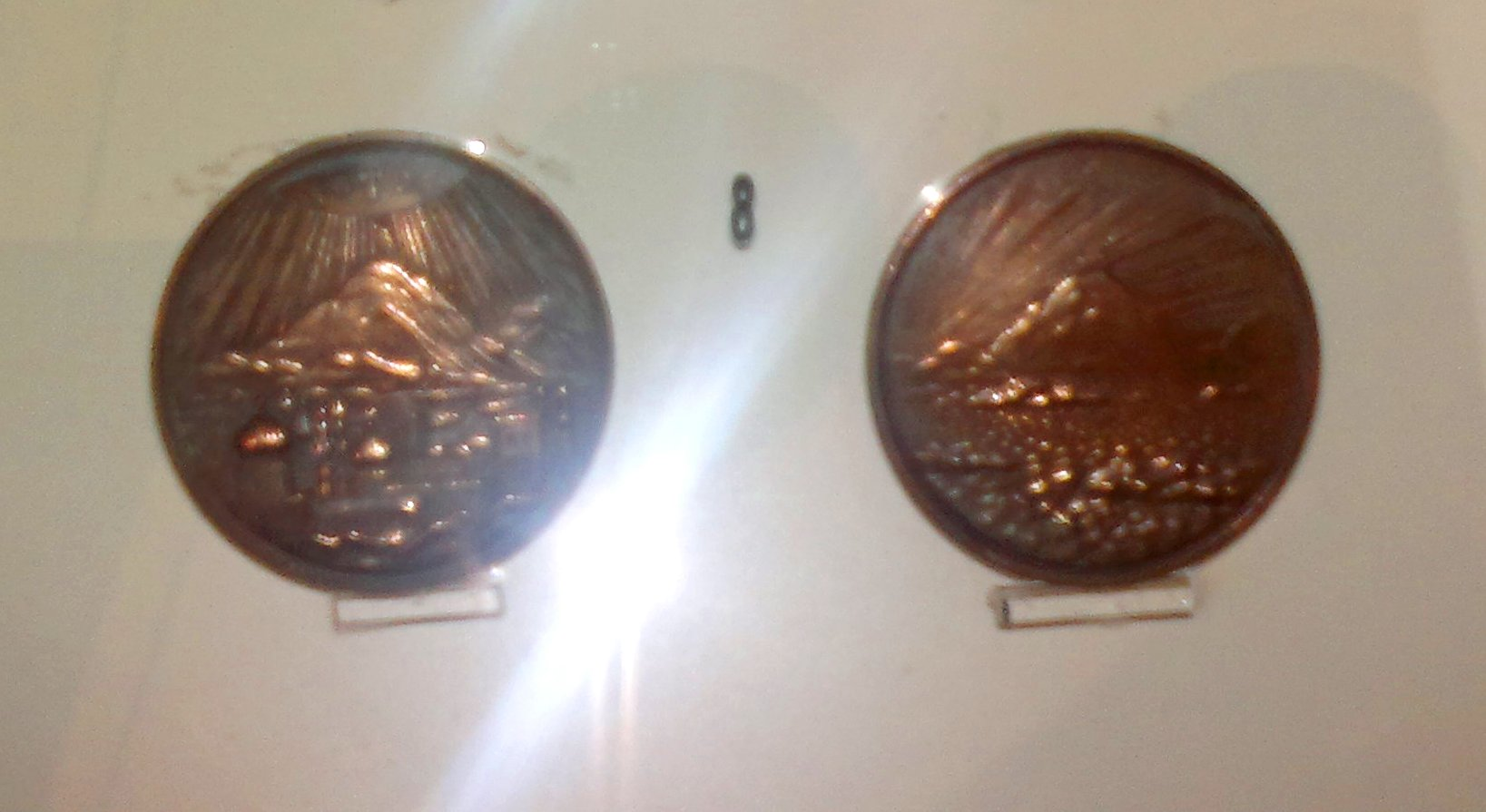
Medallas conmemorativas del tratado de Turkmenchay. Museo Nacional de Historia de Azerbaiyán, Bakú

1. Artículo 4: Persia cedió el kanato de Ereván (la mayoría de la actual región central de Armenia y la Provincia de Iğdır), el kanato de Najicheván (la mayoría de la actual República Autónoma de Najicheván de Azerbaiyán), el kanato de Talysh (sudeste de Azerbaiyán), y las regiones de Ordubad y Mugán (hoy parte de Azerbaiyán), y reiteró las cesiones efectuadas a Rusia en el marco del tratado de Gulistán.
2. Artículo 6: Persia prometía pagar a Rusia 10 korur en oro o 20 millones de rublos de plata (al cambio de 1828).
3. Artículo 7: Rusia prometía apoyar a Abbas Mirza como heredero del trono de Persia tras la muerte de Fath Alí Sah (esta cláusula fue discutible por cuanto Mirza falleció primero que Fath Alí).
4. Artículo 8: Las naves persas perdieron todos los derechos para navegar por todo el mar Caspio y sus costas, dadas en adelante a Rusia (Capitulación en Irán).
5. Persia reconoció los derechos de capitulación para los sujetos rusos en Persia.
6. Artículo 10: Rusia obtuvo el derecho de enviar emisarios consulares en cualquier lugar de Persia.
7. Artículo 10: Persia debía aceptar los tratados comerciales con Rusia tal como esta especificara.
8. Artículo 13: Los prisioneros de guerra serían intercambiados.
9. Persia se disculpó oficialmente por haber roto sus promesas hechas en el Tratado de Gulistán.
10. Artículo 15: Fath Alí Shah prometió no acusar ni perseguir a ningún habitante o funcionario en la región del Azerbaiyán iraní por cualquier hecho realizado durante la guerra o durante el control temporal de la región por las tropas rusas. Además, a todos los habitantes del distrito mencionado, se les dio el derecho de trasladarse desde los distritos persas a los distritos rusos si deseaban hacerlo, en el plazo de un año.

El tratado también estipulaba el reasentamiento de los armenios desde el Azerbaiyán iraní al Cáucaso, lo que incluía también una liberación absoluta de los armenios capturados por Persia desde 1795-1804. Este reasentamiento reemplazó los veinte mil armenios que se mudaron a Georgia entre 1795 y 1827.

## Consecuencias
En opinión del académico Alexander Mikaberidze, el Tratado de Turkmenchay fue el reconocimiento definitivo de la pérdida persa de la región del Cáucaso a Rusia.
De acuerdo a The Cambridge History of Iran: 

Incluso cuando los gobernantes de la meseta carecían de los medios para ejercer soberanía más allá del Aras, los kanatos vecinos seguían siendo considerados dependencias iraníes. Naturalmente, fueron los kanatos más cercanos a la provincia de Azerbaiyán los que más frecuentemente experimentaron intentos por volver a imponer la soberanía iraní: los kanatos de Ereván, Najicheván y Karabaj a lo largo del Aras, y el kanato de Ṭālish, con su sede administrativa situada en Lankarān y por lo tanto muy vulnerable a la presión, ya sea desde Tabriz o Rasht. Más allá del kanato de Karabaj, el kan de Ganja y el vāli de Gurjistān (gobernante del reino de Kartli-Kajetia del sudeste de Georgia), aunque eran menos accesibles con fines de coerción, también eran considerados como vasallos del Shah, al igual que los kanes de Shakki y Shīrvān, al norte del río Kurá. Los contactos entre Irán y los kanatos de Bakú y Quba, sin embargo, eran más tenues y consistían principalmente en vínculos comerciales marítimos con Anzalī y Rasht.

La efectividad de estas afirmaciones un tanto azarosas de la soberanía dependía de la capacidad de un Shah particular para hacer sentir su voluntad y la determinación de los kanes locales de evadir obligaciones que consideraban onerosas.

Junto con el tratado de Gulistán de 1813, las dos cesiones territoriales iraníes resultantes dividieron a los azeríes y los talyshi de sus hermanos en Irán. Por último, como resultado directo y consecuencia de los dos tratados, los antiguos territorios iraníes se convirtieron en parte de Rusia durante los próximos 180 años, excepto Daguestán, que desde entonces continúa siendo una posesión rusa. De la mayor parte del territorio, tres países conseguirían su independencia tras la disolución de la Unión Soviética en 1991: Georgia, Azerbaiyán y Armenia.

## Masacre en la embajada rusa
Después de la guerra y la firma del tratado, el sentimiento antirruso en Persia fue desenfrenado. El 11 de febrero de 1829, una furiosa multitud invadió la embajada rusa en Teherán y mató a casi todo el mundo. Entre los muertos en la masacre estaba el recién nombrado embajador en Persia, Aleksandr Griboyédov, un célebre dramaturgo ruso. Griboyédov había desempeñado anteriormente un papel activo en la negociación de los términos del tratado.